# Croma
Croma is de merknaam van een bak- en braadproduct van Upfield. Het product is in 1924 geïntroduceerd door De Nieuwe Margarinefabrieken uit Rijswijk (die toen al deel uitmaakte van Calvé-Delft). Calvé-Delft ging vanaf 1928 deel uitmaken van Unilever.
Het product bestond aanvankelijk nog voor 98% uit dierlijk vet. Tegenwoordig bestaat het voor 97% uit plantaardig vet en oliën, en verder onder meer uit zout, droge melkbestanddelen, smaakversterkers (E621, E627, E631), emulgator, aroma en kleurstof. Een van de smaakversterkers is mononatriumglutamaat.
Het smelt sneller dan margarine waardoor het eerder op een hoge temperatuur komt en er ontstaat een jusachtige substantie. Aanvankelijk werd Croma alleen in vaste vorm in een pakje verkocht. Later kwam er ook een vloeibaar product in een fles, en ook smeltjus.
Door de verkoop van de divisie Spreads van Unilever aan KKR in 2017 kwam Croma onder de vlag van Upfield.

## Alternatieven
Vroeger werd vooral rundervet gebruikt, dat bij de slager of kruidenier verkrijgbaar was, en uit een grote ton werd geschept. Het rundervet had een heel specifieke geur en smaak, en was een energiebron voor mensen die zwaar werk deden. Tegenwoordig zijn roomboter en olijfolie veelgebruikte natuurlijke alternatieven voor Croma.

## Populaire cultuur
Een bekende reclamespot was dat een medewerker van Croma bij een huisvrouw langs ging en mee keek met het bakken van het vlees, en haar dan complimenteerde, waarna haar man de woorden uitsprak Laat die man een hapje mee eten. Ook bekend is de slagzin "houd je van vlees, braad je in Croma", waarnaar zelfs een taalverschijnsel is genoemd, zie Croma-zin.